# Scinax luizotavioi
A Scinax luizotavioi a kétéltűek (Amphibia) osztályának békák (Anura) rendjébe és a levelibéka-félék (Hylidae) családjába tartozó faj.

## Előfordulása
A faj Brazília endemikus faja. Természetes élőhelye a szubtrópusi vagy trópusi nedves síkvidéki erdők, szubtrópusi vagy trópusi nedves hegyvidéki erdők, nedves szavannák, szubtrópusi vagy trópusi nedves síkvidéki rétek, szubtrópusi vagy trópusi magashegyi rétek, folyók, édesvizű mocsarak, legelők, kertek, pocsolyák, csatornák és árkok. A fajt élőhelyének elvesztése fenyegeti.